# Elektriciteitscentrale Hamburg-Moorburg
Elektriciteitscentrale Hamburg-Moorburg (KKW Moorburg) is een steenkool-gestookte centrale in Hamburg.
De centrale ligt op de zuidelijke oever van de Süderelbe bij de monding van de rivier Elbe en wordt door het energiebedrijf Vattenfall geëxploiteerd.
Op de plek van gesloopte gascentrale Moorburg zijn twee kolengestookte blokken van ongeveer 800 MW gebouwd. De bouw, die in 2006 begon, heeft totaal 3 miljard euro gekost. In 2015 is de centrale, die ook stadsverwarming levert, in gebruik genomen.
Tijdens de bouw van de centrale scherpte Hamburg de milieunormen aan. Eigenaar Vattenfall reageerde met een schade-eis van 1,4 miljard euro tegen Duitsland bij het Internationaal Centrum voor Beslechting van Investeringsgeschillen. Beide partijen troffen in augustus 2010 een schikking voor een geheim bedrag.
In 2017 oordeelde het Europese gerechtshof dat de goedkeuring van de kolengestookte elektriciteitscentrale in Moorburg van Vattenfall onjuist was. Dit in verband met de visstand en het gebruik van koelwater uit de Elbe. De inzet van een koeltoren bood oplossing.
Eind 2020 plaatse Vattenfall de centrale in reserve en het jaar daarop besloot het tot definitieve sluiting, veel vroeger dan het vooropgestelde einde in 2038. Het besluit kwam er nadat het bedrijf was geselecteerd voor een sluitingsvergoeding door de overheid in het kader van de Kohlenausstiegsgesetz (waarbij kolencentrales konden bieden voor een zo laag mogelijke vergoeding).
In de toekomst zal hier groene waterstof geproduceerd worden.

## Externe link

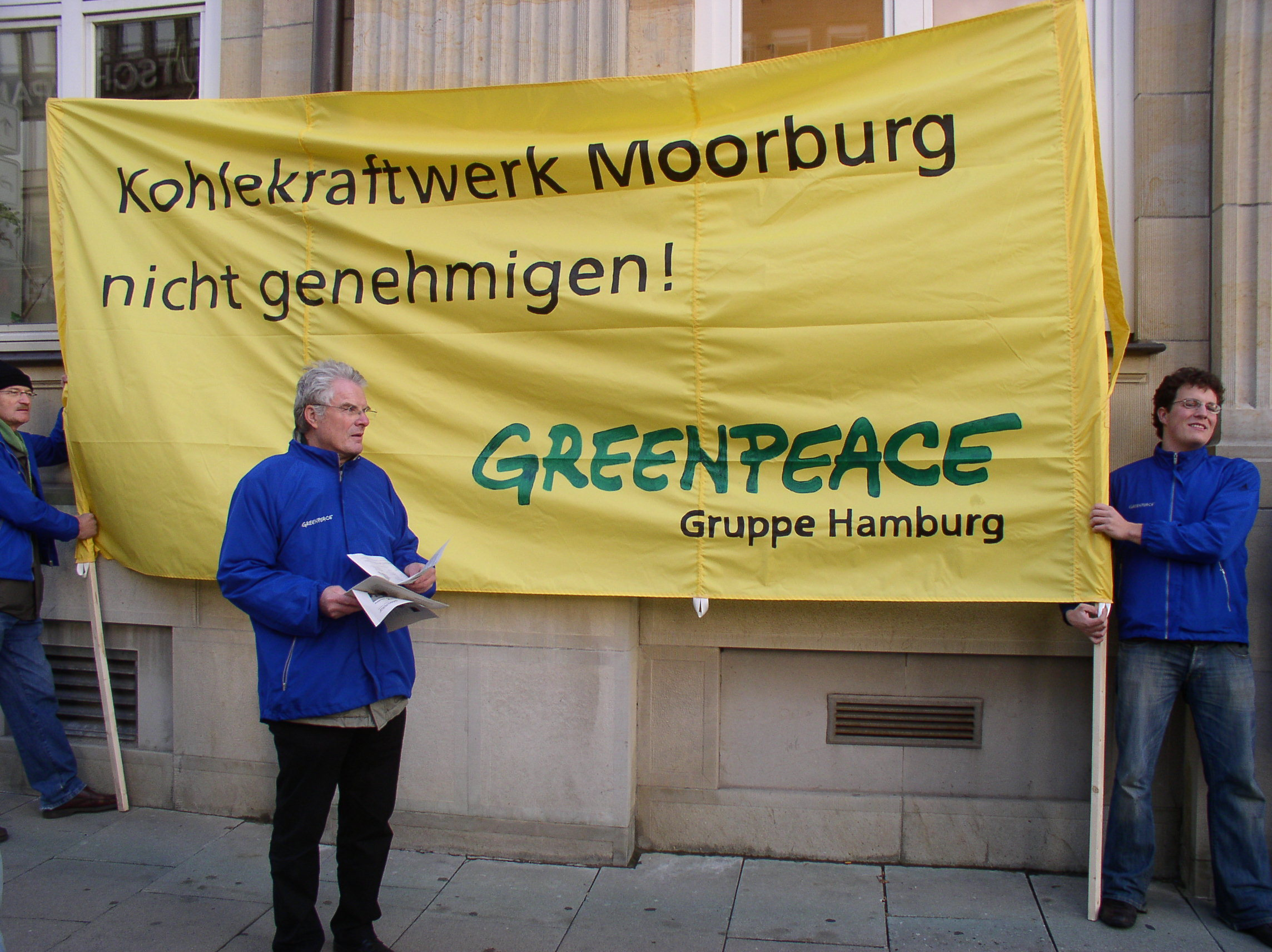
protest tegen de centrale in 2007
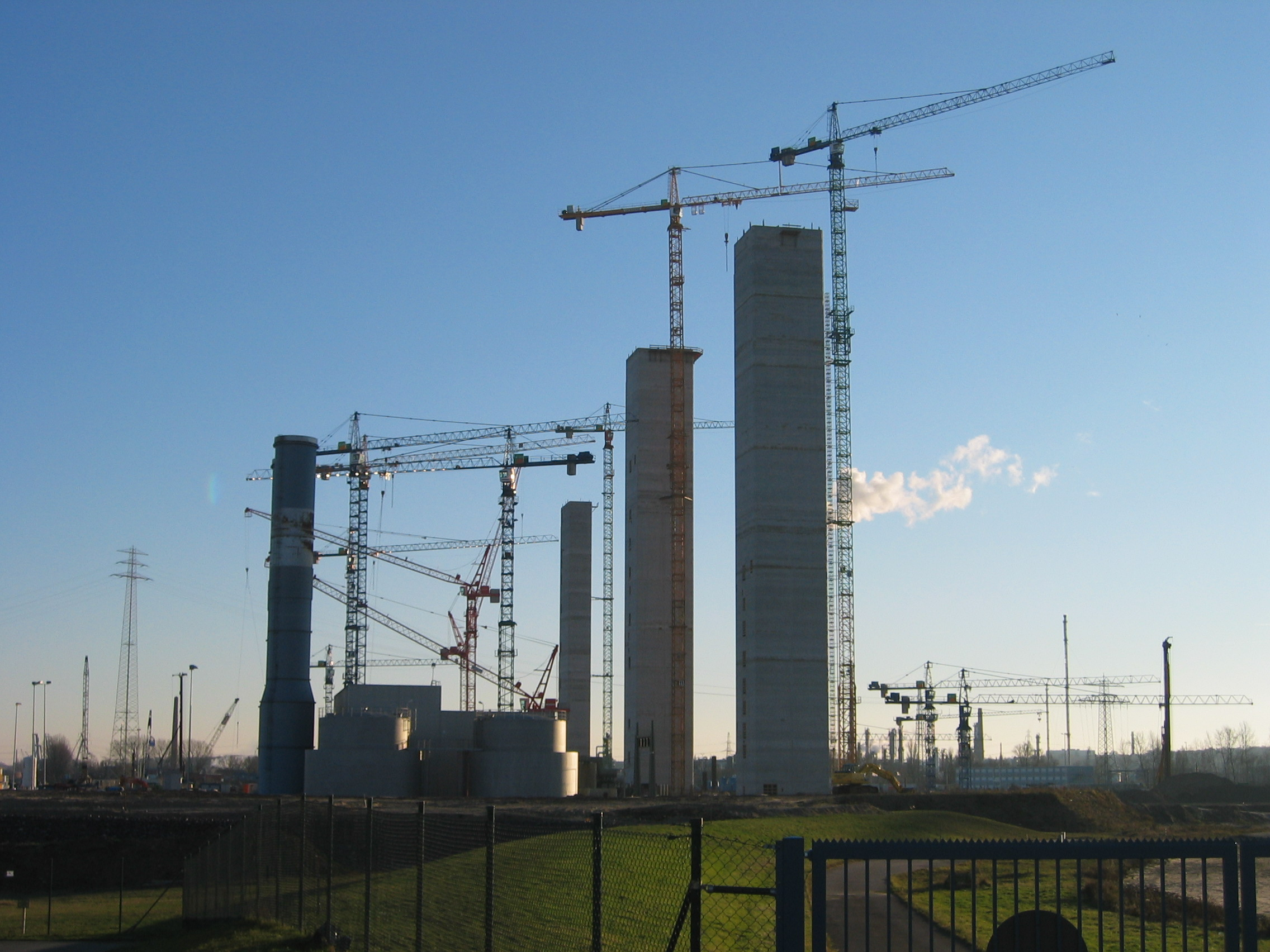
bouw van de centrale in 2008
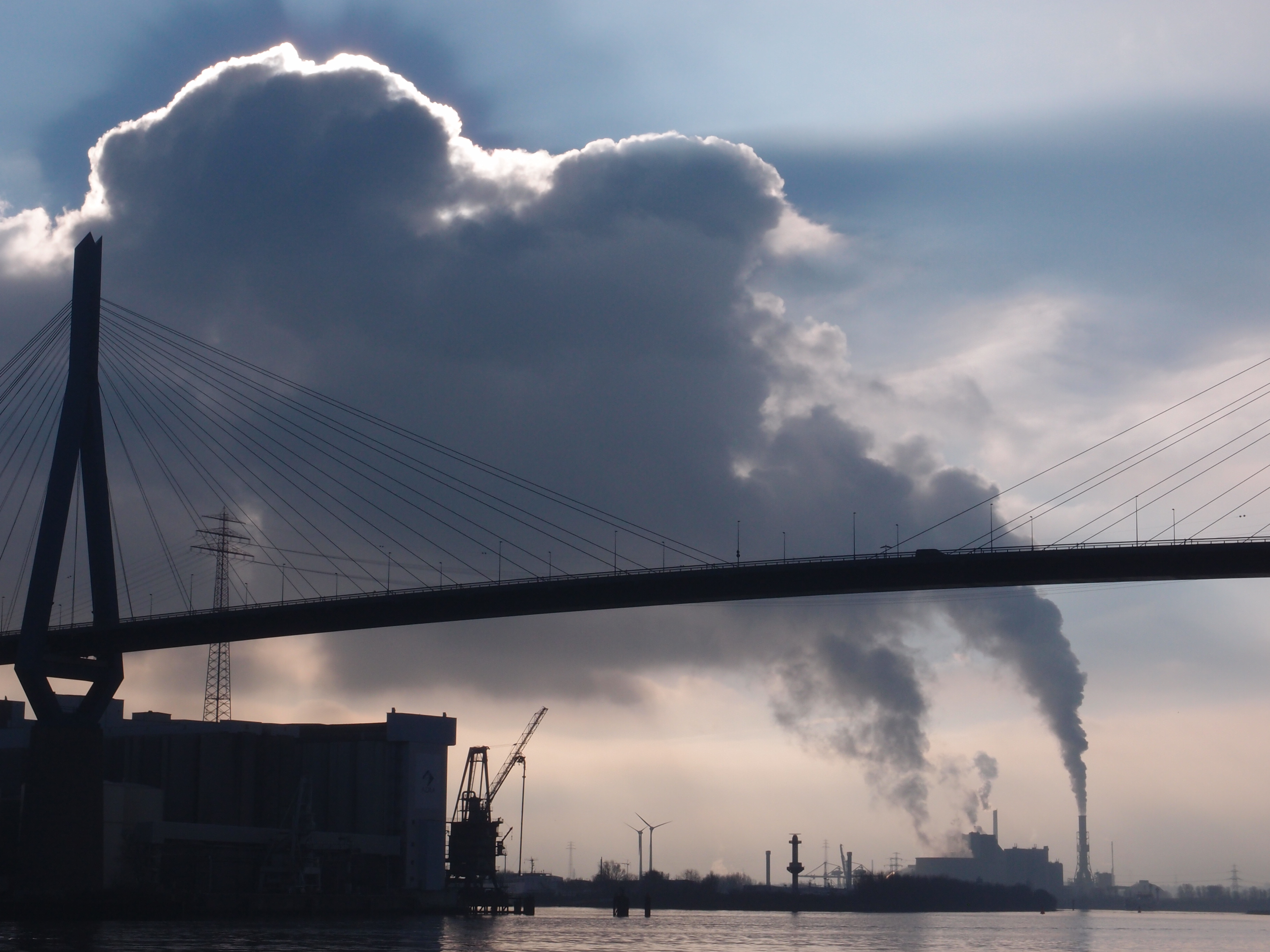
opstarten van centrale in januari 2015 met op de voorgrond de Köhlbrandbrücke